# Горњи Мрачај
Горњи Мрачај је насељено место у Босни и Херцеговини у општини Горњи Вакуф-Ускопље. Административно припада Федерацији Босне и Херцеговине, односно њеном Средњобосанском кантону. Према попису становништва из 2013. у насељу није било становника, а већинско становништво у насељу пре рата били су Хрвати.

## Становништво
По последњем службеном попису становништва из 2013. године у насељу Горњи Мрачај није било становника, а село је пре рата у БиХ било етнички хомогено са већинском хрватском популацијом.
| Националност | 2013. | 1991.        | 1981.        | 1971.        |
| Бошњаци      | —     | 677 (98,83%) | 566 (73,89%) | 451 (94,95%) |
| Хрвати       | 0     | 17 (100,0%)  | 260 (100,0%) | 90 (92,78%)  |
| Срби         | 0     | 0            | 0            | 7 (7,21%)    |
| Југословени  | 0     | 0            | 0            | 0            |
| остали       | 0     | 0            | 0            | 0            |
| Укупно       | 0     | 17           | 260          | 97           |